# Рикеттс (Айова)
Рикеттс (англ. Ricketts) — місто (англ. city) в США, в окрузі Кроуфорд штату Айова. Населення — 109 осіб (2020).

## Географія
Рикеттс розташований за координатами 42°7′41″ пн. ш. 95°34′30″ зх. д. / 42.12806° пн. ш. 95.57500° зх. д. (42.128090, -95.574904).  За даними Бюро перепису населення США в 2010 році місто мало площу 0,66 км², уся площа — суходіл.

## Демографія
Згідно з переписом 2010 року, у місті мешкало 145 осіб у 48 домогосподарствах у складі 37 родин. Густота населення становила 219 осіб/км².  Було 55 помешкань (83/км²).
Расовий склад населення:
| - 93,8 % — білих - 6,2 % — осіб інших рас |

До двох чи більше рас належало 0,0 %. Частка іспаномовних становила 10,3 % від усіх жителів.
За віковим діапазоном населення розподілялося таким чином: 35,2 % — особи молодші 18 років, 48,9 % — особи у віці 18—64 років, 15,9 % — особи у віці 65 років та старші. Медіана віку мешканця становила 33,8 року. На 100 осіб жіночої статі у місті припадало 104,2 чоловіків;  на 100 жінок у віці від 18 років та старших — 100,0 чоловіків також старших 18 років.
Середній дохід на одне домашнє господарство  становив 48 504 долари США (медіана — 47 375), а середній дохід на одну сім'ю — 45 890 доларів (медіана — 46 500). За межею бідності перебувало 26,4 % осіб, у тому числі 49,1 % дітей у віці до 18 років та 16,7 % осіб у віці 65 років та старших.
Цивільне працевлаштоване населення становило 54 особи. Основні галузі зайнятості: виробництво — 27,8 %, транспорт — 25,9 %, роздрібна торгівля — 16,7 %, публічна адміністрація — 9,3 %.